# Cala Calalga
La cala Calalga es una cala situada al norte del municipio de Calpe, en la provincia de Alicante (España).
Se puede acceder a pie, aunque también hay una parada de autobús cercana. 
Tiene una longitud de 100 metros y una media de 8 metros de ancho. Está situada al norte de la playa de la Fosa y al lado del parque Calalga.